# Smart IDReader
Smart IDReader (до 2016 года Smart PassportReader) — программа распознавания паспорта и других идентификационных документов России и других стран, разработанная российской компанией Smart Engines.
Программа позволяет распознавать следующие типы документов:
- паспорт РФ, загранпаспорт гражданина РФ, водительские удостоверения, СТС, СНИЛС, ПТС, визу, миграционную карту, полис ОМС, вид на жительство, разрешение на работу, военный билет, полицейское удостоверение, удостоверение военнослужащего, ИНН для физических и юридических лиц, свидетельства о рождении, браке, разводе и смерти.
- паспорта, ID-карты и водительские удостоверения для всех стран СНГ и Европы, а также других стран мира.
- машиночитаемую зону (MRZ-строки) паспортно-визовых документов, выполненную в соответствии со стандартами ISO/ICAO (IEC 7501-1/ICAO Document 9303 ISO).
- эмбоссированные и неэмбоссированные (выполненные индент-печатью) банковские карты.
- одномерные штрихкоды UPC-A, UPC-E, EAN-8, EAN-13, Code 39, Code 93, Code 128 и двумерные QR Code, Data Matrix, Aztec, PDF 417.
- типовые удостоверяющие документы (например, ИНН, ОГРН) и произвольные документы формата  А4 (анкеты, заявления, договора и др).
По состоянию на март 2020 года поддерживается распознавание более 1200 типов документов для 210 стран мира на 40 языках, включая китайские, японские и корейские иероглифы.
В Smart IDReader  было реализовано распознавание паспорта РФ и других документов в видеопотоке камеры мобильного устройства и вебкамеры. Кроме этого программа позволяет распознавать документы на сканах и фотографиях оригиналов и ксерокопий. Smart IDReader умеет исправлять проективные искажения на фотографиях и при работе с видеопотоком в мобильных приложениях..
В декабре 2018 года в Smart IDreader появилась возможность распознавания в паспорте РФ гербовой печати, печатных штампов с регистрацией и информацией о ранее выданных паспортах.
В ноябре 2019 года в Smart IDreader появилась возможность распознавания рукописных данных разворота со 2-3 страницами российского паспорта. 
В марте 2020 года в Smart IDreader добавлены проверки паспорта гражданина РФ на наличие признаков подделки:  
- выполнение проверок документа на наличие корректной машиночитаемой зоны (MRZ),
- соответствие цвета страниц паспорта и цвета оттиска печати эталонным значениям,
- наличие и корректность отображения специфических элементов защиты.

При работе в мобильных приложениях все вычисления в процессе распознавания программа выполняет на устройстве. Smart IDReader не требует наличия интернет, так как не передает данные на обработку в «облако» или на сервер.
Smart IDReader предоставляется в виде SDK с примерами интеграции и документацией для большинства распространенных операционных систем: iOS, Mac OS, Android, Linux (включая Astra Linux), Windows, Windows Phone, Solaris, ОС «Эльбрус», МОС «Аврора» (ранее Sailfish Mobile OS RUS).